# Jurado en España
El Jurado en España es una institución incluida en el ordenamiento español desde la aprobación de la ley del jurado en 1995, que permite a los ciudadanos participar en la impartición de justicia, tal y como viene determinado en el artículo 125 de la Constitución Española de 1978. El primer veredicto de un jurado se dictó en mayo de 1996 en la Audiencia Provincial de Palencia, que condenó a un hombre que mató a su hermano.
La ley del jurado en España, establece el derecho subjetivo a participar en la justicia de modo directo. Esta participación se puede considerar como un derecho-deber del ciudadano, de modo que el texto desarrolla tanto medidas coercitivas para asegurar el cumplimiento del deber, así como medidas para facilitar al ciudadano el ejercicio de este derecho. 
La institución del jurado ha estado presente en el ordenamiento español desde 1808-1823, no obstante, ha sido una realidad desaparecida, al menos en la práctica, desde 1936 hasta 1996. 
Ángeles González González hizo en 2017 la siguiente valoración sobre la institución del jurado en España:

Además de no enjuiciar tantos delitos como en otros países, la institución del jurado en España recibe muchas críticas motivado, en gran parte, a que debido a la inestabilidad de su implantación a lo largo de las distintas épocas y según qué régimen político estuviera presente, no ha adquirido el carácter de permanencia que necesita para que la sociedad lo acepte como algo tradicional. Sin embargo, los antecedentes de su puesta en práctica en España, así como en otros estados de nuestro entorno, unido al hecho de que la Ley Orgánica que regula esta materia en la actualidad tenga ya algo más de veinte años de vigencia, hace que su aplicación a los delitos sobre los que este tribunal tiene competencia se vaya consolidando cada vez más. En muchas ocasiones, esta forma de participación ciudadana en la administración de justicia es criticada por un motivo erróneo, con el argumento de que quien juzga son personas que no tienen formación jurídica pero ha quedado claro que dichas personas, ni califican los hechos, ni imponen las sentencias, sino que únicamente deciden sobre hechos y esa es precisamente la característica que se busca, ya que es preferible que legos en la materia sean quienes estudien los hechos sin verse predispuestos respecto al tipo de delito, sus distintas modalidades o las penas que conllevan.

## Historia

### Estatuto de Bayona, Cortes de Cádiz y Trienio Liberal (1808-1823)

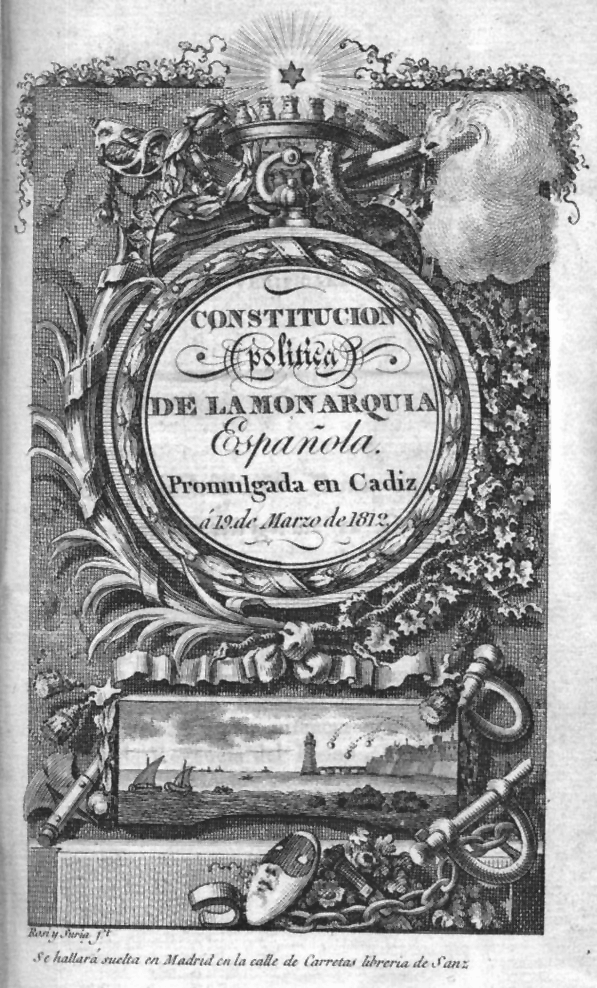
Edición contemporánea de la Constitución de 1812.

«El jurado es una institución inglesa que se extendió por el resto de Europa tras la Revolución Francesa». Fue precisamente en Francia donde se estableció por primera vez en la Europa continental mediante una ley aprobada el 29 de septiembre de 1791. La institución del jurado, desconocida hasta entonces en España, aparece mencionada por primera vez en el Estatuto de Bayona de la Monarquía de José I Bonaparte —el art. 106 dice: «El proceso criminal será público. En las primeras Cortes se tratará de si se establecerá o no el proceso por jurados»— pero nunca se aplicará.
La Constitución de 1812 aprobada por las Cortes de Cádiz le abrió las puertas a la institución del jurado en la «España patriota» —la que seguía fiel a Fernando VII— cuando estableció en el artículo 307, dentro del capítulo «De la administración de justicia en lo criminal», que «si con el tiempo creyeren las Cortes que conviene haya distinción entre los jueces del hecho y del derecho, la establecerán en la forma que juzguen conducente». Sin embargo hubo que esperar al Trienio Liberal (1820-1823), el segundo período en que estuvo vigente la Constitución de Cádiz, para que se pusiera en marcha la institución del jurado. Nació en 1820 y se ocupó exclusivamente de los de los delitos electorales y los de imprenta, pero en 1823, con la vuelta al absolutismo que dio inicio a la Década Ominosa (1823-1833), fue suprimido.
El 22 de octubre de 1820 vio la luz el primer jurado popular español que estuvo en funcionamiento: un jurado censitario doble, de acusación y de calificación, que llega con la ley de imprenta presentada por el diputado Francisco Martínez de la Rosa. Este jurado, de inspiración inglesa, decidía si presentar a trámite y calificar las acusaciones de delitos de imprenta. La andadura de este jurado fue corta, no únicamente por la vuelta del absolutismo. Más bien fueron los defectos de diseño que confiaba a los ayuntamientos y a las diputaciones provinciales la confección de las listas de ciudadanos elegibles para ser juez de hecho, cosa que dejó al clima político de cada momento el funcionamiento de los jurados.[cita requerida]

### Monarquía de Isabel II (1833-1868)
Durante el reinado de Isabel II el Partido Progresista hizo del jurado para los delitos de imprenta una de sus señas de identidad y así apareció recogido en la Constitución española de 1837, aunque sólo podían formar parte de él los varones que tuvieran derecho al voto, es decir, los que dispusieran de un determinado nivel de renta (sufragio censitario). En la ley sobre la formación del jurado en las capitales de provincia, de 20 de julio de 1842, se establecía que serían «jueces de hecho» «los mayores contribuyentes por contribuciones directas en cualquier punto del reino que estas se paguen, y que reúnan las demás circunstancias requeridas por la ley». El Partido Moderado, que era contrario a la institución del jurado, en cuanto llegó al poder en 1843 lo abolió y la Constitución española de 1845 no lo mencionó ―el jurado para los delitos de imprenta reaparecería en el proyecto de Constitución elaborado durante el bienio progresista pero esta nunca entró en vigor―.
El artículo segundo de la Constitución de 1837 decía lo siguiente: 

Todos los españoles pueden imprimir y publicar libremente sus ideas sin previa censura, con sujeción a las leyes. La calificación de los delitos de imprenta corresponde exclusivamente a los jurados.

Además, en el artículo adicional primero se decía:

Las leyes determinarán la época y el modo, en que se ha de establecer el juicio por jurados para toda clase de delito

Se debe mencionar que entre 1864 y 1867, de la mano del unionista Antonio Cánovas del Castillo se promulga una nueva ley de imprenta que establecía el jurado, esta vez basado en el jurado escabinado, un modelo no demasiado alejado del de las antiguas cortes de Aragón que le dan un aire castizo a esta fugaz manifestación de la institución del jurado, que tuvo un funcionamiento anómalo y, una vez más, politizado y parcial.[cita requerida]

### Sexenio Democrático (1868-1874)
Un paso importante para la implantación del jurado fue la Constitución española de 1869, aprobada tras el triunfo de la Revolución Gloriosa de 1868 que puso fin al reinado de Isabel II y dio inicio al Sexenio Democrático, ya que en ella no sólo se reconocía el jurado sino que sus competencias se extendían a todo tipo de delitos, y no sólo a los de imprenta. El artículo 93 de la Constitución decía:

Se establecerá el juicio por jurados para todos los delitos políticos, y para los comunes que determine la ley. La ley determinará también las condiciones necesarias para desempeñar el cargo de jurado

Sin embargo, en la Ley de Enjuiciamiento Criminal de 1872, aprobada durante el reinado de Amadeo I, «el jurado perdió el valor constitucional que posibilitaba el texto de 1869. Porque sólo preveía un jurado de calificación, y no de acusación; por la preponderancia de los tres miembros letrados del tribunal, cuyo presidente tenía poderes de inspección sobre los legos; porque a pesar de conocer de todas las causas políticas y las comunes graves, quedaba fuera de su competencia el conocimiento de aquellas en que estuvieran incursos altas autoridades civiles y eclesiásticas; por las amplias posibilidades de revisar los veredictos del jurado; por la selección censitaria de los jurados, y por la intervención de las autoridades judiciales en la formación de las listas». Así pues, concluye Fernando Martínez Pérez, «el jurado del Sexenio democrático careció del valor de institución representativa que contribuyera a la definición de supuestos de hecho criminosos, antes bien, ha de caracterizarse como mero medio de prueba de la culpabilidad de los reos en algunos procesos criminales».
En la nueva ley de enjuiciamiento criminal de 1872 se estableció que el jurado se componía de doce miembros y tres magistrados, con un complejo sistema de elección de jurados.[cita requerida]

### Restauración (1875-1931)
Solo una semana después del triunfo del pronunciamiento de Sagunto el 29 de diciembre de 1874 que puso fin a la Primera República española y dio paso a la Restauración borbónica en España, el jurado fue suspendido, así como el juicio oral y público y la obligación de los jueces de motivar sus fallos. La Constitución española de 1876, que iba estar vigente durante la Restauración, no lo mencionó.
Siete años después, en 1883, apareció la primera iniciativa para instaurar el jurado. Fue obra del ministro de Gracia y Justicia Manuel Alonso Martínez del gobierno liberal presidido por Práxedes Mateo Sagasta. En el proyecto de Ley del Tribunal del Jurado este se justificaba con el siguiente argumento:

La causa del Jurado ha hecho su camino en España; y aun hemos de confiar en que opiniones conocidamente adversas concurrirán de buena voluntad á un ensayo prudente del juicio popular, ensayo que pondrá en claro, si por acaso fuese menester, la bondad de una institución con la cual no padecen ni se menoscaban los superiores intereses de la justicia y del orden social, antes bien se garantizan y se consolidan por modo muy eficaz.

El restablecimiento del jurado se produjo en 1888 también por iniciativa del liberal Alonso Martínez, al mismo tiempo que se recuperaba el juicio oral y público establecido en la Ley de enjuiciamiento criminal de 1882. Sin embargo, la regulación del jurado de 1888 mantenía la misma restricción que la del Sexenio: era un jurado de calificación y no de acusación que se limitaba a establecer la culpabilidad del reo y como mucho las circunstancias atenuantes o agravantes ―la calificación jurídica continuaba perteneciendo a los tres jueces letrados―. De nuevo se seguía un criterio censitario en su selección y las listas eran confeccionadas por las autoridades municipales y judiciales que se aseguraban de que no resultaran elegidas como jurados personas «moralmente incapaces», lo que les dejaba un amplio margen de discrecionalidad. Además se facultaba a la sección letrada del tribunal a revisar el veredicto del jurado e incluso a anularlo alegando errores graves en el procedimiento. En cuanto a sus competencias eran las mismas que las del jurado del Sexenio: se ocupaba de los delitos políticos y los comunes graves, excepto los cometidos por los empleados públicos. La diferencia estribaba en que tampoco podía ocuparse de los delitos electorales y los de lesa majestad. El jurado estaba compuesto por doce jurados más «tres Magistrados o Jueces de derecho».
La Ley del Jurado del 20 de abril de 1888 constaba de 122 artículos. Este sistema de jurado, se tachó de clasista, porque para la elaboración de las listas de jurados a partir de la lista municipal se daba intervención a los seis mayores contribuyentes municipales, al maestro de mayor antigüedad y al cura-párroco; en la formación de las listas municipales intervenían el juez y los principales contribuyentes y se establecía un complejo sistema de elaboración, que distinguía entre listas de cabezas de familia y de capacidades. Unas listas requerían saber leer y escribir y otras haber obtenido algún título académico o haber desempeñado algún cargo público.[cita requerida]
En las memorias de la época que escribían los presidentes de los tribunales se habla de la mediatización de los pareceres de los jurados por las amistades y las “pasiones políticas” y que ven alejadas a las personas más aptas para este cometido por las molestias que produce; es decir, en la práctica solo eran jurados aquellos que tenían alguna animosidad que les llevaba a ejercer dicho cometido. En cuanto al funcionamiento, eran doce jurados que formulaban el veredicto que luego pasaba a un tribunal de derecho que se encargaban de aplicarlo.[cita requerida]
Disposiciones posteriores a la ley de 1888 limitaron las competencias del jurado. En 1900 se le excluyó del conocimiento de las causas de injurias y calumnias contra las autoridades civiles, militares y eclesiásticas y en varias ocasiones se llegó a suspender su aplicación, lo que era posible porque no tenía un respaldo constitucional. Eso fue lo que sucedió en Cataluña donde el juicio por jurado fue suspendido en 1907 y en 1918 ante la supuesta impunidad de los encausados por delitos «sociales». El jurado sería suspendido de forma indefinida por la Dictadura de Primo de Rivera (1923-1930). «El  Jurado,  fruto  de  las  ideas  liberales  y  democráticas,  sucumbía  como  aquellas, bajo el sable de la represión, el autoritarismo y la dictadura, aunque eso si, como mantenían los sublevados, todo ello era para salvar a España», ha comentado María del Carmen Sáenz Berceo.

### Segunda República y Guerra Civil (1931-1939)
El artículo 103 de la Constitución de 1931 establecía el jurado, «cuya organización y funcionamiento serán objeto de una ley especial», como forma de participación del pueblo en la Administración de Justicia. Así, se procedió a reformar la ley de 1888. Se eliminó la competencia de los jurados en los delitos de falsificación, falsedad y duelo y la composición pasó a ser de tres jueces «de Derecho» y ocho jurados más dos suplentes. «Y se establecía una particularidad curiosa: En los delitos de parricidio, asesinato, homicidio o lesiones, de competencia del Jurado, en el que el móvil pasional fuera el amor, los celos, la fidelidad o cualquier otro aspecto de las relaciones sexuales y en que agresores o víctimas fueren de distinto sexo, el Jurado se compondrá por mitad de hombres y de mujeres, procediéndose a sorteos distintos para cada grupo», ha señalado Ángeles González González.
En 1933 se excluyeron de la competencia del jurado los siguientes delitos: contra las Cortes y sus individuos y contra el Consejo de Ministros; contra la forma de Gobierno; de rebelión y sedición; asesinato, homicidio, lesiones e incendio cometidos con móviles terroristas; robos cometidos con violencia o intimidación en las personas; y otro tipo de delitos de terrorismo (que se regulaban en la Ley sobre represión de delitos cometidos por explosivos, de 10 de julio de 1894).
La reforma de la ley de 1888 también incluyó que se preguntara a los jurados únicamente sobre la ejecución del delito, no sobre su culpabilidad, dejando a un posterior juicio de derecho dicha conclusión, con la finalidad de evitar tanto el excesivo rigor como la benevolencia. También se dio a los «jueces de derecho» la posibilidad de elegir un jurado de otro partido judicial si las condiciones de orden público o de ánimo así lo requerían para obtener un jurado ecuánime (únicamente para las ciudades de menos de 50 000 habitantes). Asimismo se otorgó el derecho de opción al acusado, que podía elegir ser juzgado por un tribunal de derecho.[cita requerida]
Durante la guerra civil española un bando del General Mola de septiembre de 1936 eliminó completamente el jurado de los juicios en el territorio de la facción sublevada. En la parte leal a la República, el jurado fue transformado en «tribunales populares» al año siguiente. La dictadura franquista mantendría la supresión del jurado a lo largo de sus casi cuarenta años de existencia.

## El Jurado actual español
El artículo 125 de la Constitución española de 1978 ordena al legislador la creación de una ley del jurado, a diferencia de otros textos constitucionales más antiguos en los que se dejaba al legislador la elección del momento más adecuado, en este caso, el mandato es claro: 

Los ciudadanos podrán ejercer la acción popular y participar en la Administración de Justicia mediante la institución del Jurado, en la forma y con respecto a aquellos procesos penales que la Ley determine, así como en los Tribunales consuetudinarios y tradicionales
Constitución Española de 1978

Tras el largo y variado recorrido que esta institución ha tenido a lo largo de la historia constitucional española, asistimos hoy en día a la existencia de una ley del jurado, que, basada en mandato constitucional, hace honor a las ideas que surgieron con pensadores como Rousseau y que tuvieron su comienzo hace más de 200 años, cuando el estatuto de Bayona hacía referencia implícita a la institución.
La actual ley del jurado tiene la particularidad de que ha sido aprobada sin tener el número necesario de diputados, faltaban 72 diputados para que hubiese el quorum necesario que requiere una ley orgánica, según el artículo 81 de la Constitución, además, su primera reforma se aprobó prácticamente antes de entrar en vigor la ley del jurado, debido a los plazos que se marcaban para su puesta en marcha. Llegó su aprobación en medio de una gran campaña de publicidad, justo antes de las elecciones generales.
En España, el legislador, a través de la Ley Orgánica 5 de 1995, ha optado por un sistema “puro”, anglosajón, sin embargo se trata de un sistema anglosajón “sui generis” por exigir que el veredicto sea motivado (art. 61.1 d LOTJ); la formulación de preguntas del jurado al acusado, a peritos o a testigos, mediante la intervención del magistrado-presidente (46.1 LOTJ) o el auxilio en la redacción del acta de votación del veredicto por parte de un oficial o secretario, son características específicas de nuestro jurado. 
Los jurados españoles emiten su veredicto sin la ayuda de ningún juez profesional. El veredicto está sujeto al principio de legalidad, no pudiendo en ningún caso ser “lex specialis”. Es decir, al ser una representación de la sociedad, no pueden alejarse del mandato del legislador (tanto procesal como sustantivamente). Estamos por tanto ante un jurado “de veredicto”, alejado de los antecedentes de escabinado, tanto en la antigüedad como en casos más recientes como la ley de imprenta de 1864, donde en caso de empate, se procedía a un escabinado.

### Ámbito competencial
Las competencias del jurado se describen en el artículo 1 de la ley, el cual deja fuera determinados delitos susceptibles a la imparcialidad del jurado tales como el terrorismo, pues así lo aconsejan tanto el derecho comparado como la historia española.
Se señalan los siguientes delitos:
1. Delitos contra las personas.
2. Delitos cometidos por los funcionarios públicos en el ejercicio de sus cargos.
3. Delitos contra el honor.
4. Delitos contra la libertad y la seguridad.

Más adelante se especifica el ámbito de actuación:
1. Del homicidio (artículos 138 a 140).
2. De las amenazas (artículo 169.1).
3. De la omisión del deber de socorro (artículos 195 y 196).
4. Del allanamiento de morada (artículos 202 y 204).
5. De la infidelidad en la custodia de documentos (artículos 413 a 415).
6. Del cohecho (artículos 419 a 426).
7. Del tráfico de influencias (artículos 428 a 430).
8. De la malversación de caudales públicos (artículos 432 a 434).
9. De los fraudes y exacciones ilegales (artículos 436 a 438).
10. De las negociaciones prohibidas a funcionarios (artículos 439 y 440).
11. De la infidelidad en la custodia de presos (artículo 471).

Los delitos vienen definidos por el código penal de 1996, el que ha definido realmente que delitos entiende el jurado, por lo que se puede decir que la ley del jurado entró realmente en vigor el 25 de mayo de 1996.

### Dinámica procesal del Jurado español
Debido a la complejidad de la tarea a realizar por los ciudadanos seleccionados, se establecen una serie de modificaciones para dar mayor accesibilidad al mismo en el proceso del Tribunal del Jurado, así como a las complicaciones inherentes al entramado jurídico que supone el derecho procesal para cualquier ciudadano sin conocimientos sobre ello. Por eso, se gradúa la instauración de esta Institución, determinando su campo de actuación y simplificando los procesos. Respecto a la selección de ciudadanos, la Ley habilita la participación a todo aquel habilitado para el pleno ejercicio de los derechos cívicos, garantizando la inexistencia de otros medios de exclusión que puedan atentar contra el derecho de participación. El sistema selectivo garantiza la presencia de candidatos en número adecuado para evitar suspensiones, la transparencia y publicidad del proceso selectivo, así como el sorteo a partir de las listas censales. Un criterio de exclusión diferente al expuesto supondría una distorsión del concepto mismo de pueblo.
El Jurado puede instaurarse a tres niveles: Audiencia Provincial, Tribunal Superior de Justicia (de la respectiva Comunidad Autónoma) y Tribunal Supremo. El hecho de que no exista el Jurado en la Audiencia Nacional está fundamentado en la complejidad de las materias que conoce este, como el enjuiciamiento de terroristas. Aunque parte de la doctrina discute este argumento, ya que hay otro tipo de delitos, como los de tipo económico o tráfico de drogas, para los que los jueces legos no tendrían tantos problemas.

#### Composición del Jurado
Podemos diferenciar la composición del Jurado en tres sectores:
En primer lugar está la figura del Magistrado-Presidente de la Audiencia Provincial, del Tribunal Superior de Justicia, o del Tribunal Supremo. Es el juez técnico que preside el Jurado.
En segundo lugar los nueve Jurados titulares, que son ciudadanos legos. Ellos serán los que pronuncien el veredicto. Por último, existen dos Jurados suplentes.

#### La instrucción
Una vez abierto el proceso penal, se comprobará que el delito cometido es un delito de competencia del Tribunal del Jurado y que hay un sospechoso de haberlo cometido, detenido o en prisión provisional. Tras ello se deben documentar tres cuestiones fundamentales:
En primero lugar, la comisión del hecho criminal y todas las circunstancias que permitan aclararlo. Para ellos se practicarán toda una serie de actuaciones o diligencias: declaraciones del inculpado, investigación de los hechos, interrogatorio a testigos, dictamen pericial de los técnicos pertinentes, etcétera.
En segundo lugar, la persona o personas sobre las que recaen fundadas sospechas de haber cometido el hecho criminal, mediante la práctica de las diligencias explicadas en el primer punto, debe conocer junto a su abogado todas las investigaciones, salvo que estas hayan sido declaradas judicialmente como secretas.
En tercer lugar, el aseguramiento de la responsabilidad civil derivada del delito, es decir, la indemnización que pueda corresponder a los afectos por el delito cometido.
Respecto al papel del Magistrado-Presidente durante este proceso, le corresponde los actos de iniciación del proceso penal especial: la incoación, la comparecencia de imputación, los actos de investigación y la responsabilidad de dar al procedimiento el curso que corresponda.

#### La fase intermedia
Una vez concluida la investigación, se entra en una fase anterior a la del juicio oral, aquella en la que van a participar los miembros del Jurado, donde dan lugar ciertos aspectos procesales de importancia: 
- Presentación de los escritos de acusación y de defensa, por parte del Fiscal y del Abogado defensor. En ellos se relatarán los hechos y la acusación pedirá una pena concreta al sospechoso, tras lo cual el defensor pedirá la absolución o una pena inferior.
- Tras ellos, dan lugar una serie de actuaciones en una audiencia preliminar, en la que se discute si es procedente la apertura de juicio oral por el delito cometido por el sospechoso. Decisión que toma el Juez de Instrucción. Si el proceso continúa, el auto de apertura del juicio oral da lugar a que el juez ordene la deducción de ciertos testimonios: los escritos de calificación de las partes y de la prueba documental no reproducible en el juicio oral. Estos son remitidos al Tribunal del Jurado.

Este proceso es muy importante, ya que los documentos resultantes serán los únicos en manos de los jueces legos. Hay que tener en cuenta que en Jurado no tendrá acceso a todo el procedimiento preliminar, sino sólo a lo que conste en el testimonio. La razón legal de este hecho es que quede preservada lo mejor posible la imparcialidad del Jurado, impidiendo lecturas o tomas de conocimiento que podrían inclinar en un sentido u otro antes de practicarse la prueba. La Ley establece que el Magistrado-Presidente debe ser distinto del Juez de Instrucción, para así garantizar su imparcialidad.
Reformas procesales como garantía del funcionamiento del jurado
Se consideran necesarias una serie de reformas en el sistema procesal para la adecuada implantación del jurado, diferenciando dos diferentes fases en las que es necesario actuar: la fase intermedia y la fase de instrucción.
Para la fase intermedia se considera oportuno optar por una resolución sobre apertura del juicio oral precisa y fundada, para así facilitar el control jurisdiccional sobre la apertura del juicio, siendo un aspecto de vital importancia para el correcto funcionamiento del jurado. 
Para la fase de instrucción se refuerza la garantía de imparcialidad del órgano jurisdiccional, para lo cual se valorará la suficiencia y el éxito de la investigación, atendiendo a pretensiones contrapuestas formuladas por ambas partes.

#### El juicio oral
Para su correcto funcionamiento se intensifica el papel asignado al Magistrado durante las cuestiones previas al juicio oral. La decisión sobre la admisión de una prueba es competencia del Magistrado, que anteriormente debe configurar el objeto del juicio y los hechos objetivos de prueba.
El Tribunal del Jurado se constituye como órgano jurisdiccional temporalmente para una causa concreta, esto se debe a que se pretende no sobrecargar a unos pocos ciudadanos con todas las causas de un período, así como con la finalidad de lograr la rotación del desempeño de la función, de modo que sirva como escuela de ciudadanía en la sociedad. Se asegura la selección del jurado en función de un sorteo y de criterios de vecindad, procurando que los miembros de un jurado sean de la provincia donde tiene lugar, salvo en caos en los que para preservar la imparcialidad de los jurados, se escojan ciudadanos de otra provincia.
Por otro lado se asegura la correcta y anticipada comunicación de la participación en el mismo para así evitar ausencias. Respecto al debate se considera que es la parte fundamental de esta institución, para lo cual es fundamental el buen proceder tanto del magistrado como del ciudadano jurado.
Respecto a su estructura se diferencian dos clases de actos procesales diferenciados: los que afectan al Magistrado-Presidente, que los resuelve sin estar constituido el Jurado, y los que afectan de lleno al juicio oral en sentido estricto.

##### Actos ante el Magistrado-Presidente
- Su designación, la LOTJ dispone que cuando el órgano jurídico competente comprende el procedimiento preliminar de este proceso, designa como Presidente del Tribunal del Jurado al Magistrado que, según las normas de reparto, le corresponda.
- Respecto a las cuestiones previas son resueltas exclusivamente por el Magistrado-Presidente.
- Una vez resueltas las cuestiones previas, el Magistrado-Presidente dicta un auto que contiene: la precisión de los hechos justiciables, los hechos que configuren el grado de ejecución del hecho punible y la participación de los acusados, la procedencia de los medios de prueba propuestos por las partes, día en que tendrá lugar el juicio oral y la determinación del delito o delitos que dichos hechos constituyan. Este auto tiene la finalidad de facilitar la labor del Jurado, aunque también de la acusación y la defensa.
- En cuanto a la constitución del Jurado es el Magistrado-Presidente quien cierra el proceso.

Acto del juicio ante el Tribunal del Jurado: Comienza por el acto de juramento o promesa de los jueces legos, tras ello el informe previo de las partes, donde el Secretario lee los escritos de acusación y de defensa, tras lo cual las partes exponen sus alegaciones a efectos de explicar al Jurado el contenido de sus calificaciones. 

#### El veredicto
Respecto al objeto del veredicto el Magistrado articula los hechos a proclamar probados, siendo la inequivocidad de la cuestión un criterio fundamental. Se permite al Jurado una flexibilidad para poder introducir matizaciones o complementos con objeto de poder adecuar el veredicto a su conciencia en el examen de hecho. 
La instrucción es de fundamental importancia para el éxito o fracaso del enjuiciamiento por Jurado, que en esta ley implanta una importante modificación: la supresión del resumen de la prueba practicada. Para facilitar la labor de los Jurados, la ley establece que pueden pedir ayuda al Magistrado para impartir aquellas instrucciones que tiendan a evitar una innecesaria prolongación de la deliberación.
El veredicto es la afirmación que hace el Jurado contestando a las preguntas que sobre los hechos ha formulado el Magistrado-Presidente. Se descompone en tres partes:
- En primer lugar la declaración de probar o no probar el hecho justiciable que el Magistrado-Presidente haya determinado como tal.
- Declarar probado o no probado “aquellos otros hechos que decidan incluir en su veredicto y no impliquen variación sustancial de aquél”.
- Declarar la inocencia o culpabilidad del acusado por su participación en el hecho o hechos criminales respecto de los cuales el Magistrado-Presidente hubiese admitido acusación.

#### La sentencia
El Magistrado queda vinculado a la misma, sea el fallo absolutorio o condenatorio. Este procederá a determinar el grado de ejecución, participación del condenado y sobre la procedencia o no de las circunstancias modificativas de la responsabilidad, por lo que tiene competencia para la concreción de la pena aplicable.
Del mismo modo, la Ley exige al Magistrado que con independencia de la decisión que tomen los jurados, él debe de motivar la prueba mediante la cual consideró la autorización del veredicto, evitando así la falta de motivación en el veredicto y en la sentencia.
Las sentencias, pueden ser impugnadas en apelación ante el Tribunal Superior de Justicia de la Comunidad Autónoma respectiva, y a su vez la sentencia que este órgano dicte es recurrible en casación ante la Sala II del Tribunal Supremo. Estos tribunales están formados en estos casos de jueces profesionales.

#### La participación en el Tribunal del Jurado
Para ser jurado hace falta ser español y mayor de edad, encontrase en el pleno ejercicio de los derechos políticos, saber leer y escribir, no encontrarse bajo ninguna incapacidad física o psíquica que impida el desarrollo de su función como jurado, así como estar en el Padrón Municipal de algunos de los municipios de la provincia donde se haya cometido el delito que se juzga.
Por otro lado la Ley establece una serie de causas por las cuales se impide al ciudadano de forma negativa la participación en el Jurado. Se desarrolla una lista de incapacitados para ser miembros del Jurado, algunos ciudadanos pueden verse privados de participar en este Tribunal. Esta privación afecta a los que estén:
- Condenados/as por delito doloso y no hayan obtenido rehabilitación.
- Procesados/as y acusados/as pendientes de señalamiento o celebración de juicio oral, o quienes estuviesen sufriendo detención, prisión provisional o cumpliendo pena por delito.
- Suspendidos/as de empleo o cargo público en virtud de procedimiento penal mientras dure dicha suspensión.

Asimismo se establece una lista de incompatibilidades para ser miembro del jurado, la Ley entiende que algunos ciudadanos no deben integrarse en un Jurado por razón de su actividad profesional. Las incompatibilidades que se citan son las siguientes: 
- Ser miembro de la Familia Real.
- Cargos electos y miembros del Gobierno central y Gobiernos autónomos.
- Personas integradas en los diversos organismos de la Administración de Justicia.
- Funcionarios/as de Instituciones Penitenciarias.
- Letrados y Procuradores en activo.
- Catedráticos y profesores titulares de universidad de disciplinas jurídicas o de medicina legal.
- Miembros en activo de las Fuerzas y Cuerpos de Seguridad.
- Diplomáticos y representantes permanentes ante Organizaciones Internacionales.

También se proporciona una lista de las personas a las que se les prohíbe integrarse en un tribunal de un juicio determinado, con el fin principal de preservar la neutralidad del Jurado. Se establece que los ciudadanos que se encuentren en las siguientes circunstancias no podrán participar en un jurado:
- Quien mantenga vínculos de parentesco con alguna de las partes en el juicio, con el Magistrado-Presidente, con el Ministerio Fiscal o con los Abogados y Procuradores relacionados con la causa.
- Quien haya intervenido como testigo, perito, fiador o intérprete.
- Quien tenga algún interés en la causa.

#### Función del Tribunal del Jurado
Los jurados emitirán veredicto declarando probado o no los hechos justiciables que el Magistrado haya determinado como tal, así como aquellos hechos que decidan incluir en su veredicto y no impliquen variación sustancial de aquel. Por otro lado proclamarán la culpabilidad o inculpabilidad de cada acusado por su participación en el hecho o hechos delictivos respecto de los cuales el Magistrado hubiese admitido acusación. La votación requiere siete votos al menos para estimar probados los mismos cuando fuesen contrarios al acusado y cinco cuando fuesen favorables. 
Los jurados en el ejercicio de sus funciones, actuarán de acuerdo a los principios de independencia, responsabilidad y sumisión a la ley, referidos en el artículo 117 de la Constitución Española para los miembros del poder judicial.
Una vez dictado el veredicto por parte del Jurado será el Magistrado el que dictará sentencia en la que recogerá el veredicto del Jurado e impondrá la pena y medidas de seguridad que corresponda. Igualmente resolverá sobre la responsabilidad civil del penado o terceros respecto de los cuales se hubiera efectuado la reclamación.